# Брекінрідж (округ, Кентуккі)
Шаблон:StateAbbr_ 37°46′ пн. ш. 86°26′ зх. д. / 37.77° пн. ш. 86.43° зх. д.
Округ  Брекінрідж (англ. Breckinridge County) — округ (графство) у штаті  Кентуккі, США. Ідентифікатор округу 21027.

## Історія
Округ утворений 1799 року.

## Демографія
За даними перепису 
2000 року 
загальне населення округу становило 18648 осіб, усе сільське.
Серед мешканців округу чоловіків було 9258, а жінок — 9390. В окрузі було 7324 домогосподарства, 5307 родин, які мешкали в 9890 будинках.
Середній розмір родини становив 2,97.
Віковий розподіл населення поданий у таблиці:
| Стать    | До 15 років | 15-21 | 22-29 | 30-39 | 40-49 | 50-65 | 65-85 | Понад 85 |
| -------- | ----------- | ----- | ----- | ----- | ----- | ----- | ----- | -------- |
| Чоловіки | 1948        | 928   | 821   | 1266  | 1386  | 1720  | 1101  | 88       |
| Жінки    | 1840        | 824   | 836   | 1296  | 1447  | 1684  | 1261  | 202      |

## Суміжні округи
- Мід — північний схід
- Гардін — схід
- Ґрейсон — південь
- Огайо — південний захід
- Генкок — захід
- Перрі, Індіана — північний захід

## Виноски
1. ↑  U.S. Decennial Census. United States Census Bureau. Архів оригіналу за 26 квітня 2015. Процитовано 12 серпня 2014.
2. ↑  Historical Census Browser. University of Virginia Library. Архів оригіналу за 11 серпня 2012. Процитовано 12 серпня 2014.
3. ↑  Population of Counties by Decennial Census: 1900 to 1990. United States Census Bureau. Архів оригіналу за 13 жовтня 2014. Процитовано 12 серпня 2014.
4. ↑  Census 2000 PHC-T-4. Ranking Tables for Counties: 1990 and 2000 (PDF). United States Census Bureau. Архів оригіналу (PDF) за 18 грудня 2014. Процитовано 12 серпня 2014.
5. ↑  State & County QuickFacts. United States Census Bureau. Архів оригіналу за 7 липня 2011. Процитовано 5 березня 2014. [Архівовано 2011-06-07 у Wayback Machine.](англ.) Наведено за англійською вікіпедією.
6. ↑  American FactFinder. Бюро перепису населення США. Архів оригіналу за 26 лютого 2012. Процитовано 31 січня 2008. [Архівовано 2008-05-21 у Wayback Machine.]

| США | Це незавершена стаття з географії США. Ви можете допомогти проєкту, виправивши або дописавши її. |